# Eyre (rivière)
Pour les articles homonymes, voir Eyre.
La rivière Eyre  (en anglais : Eyre River) est un cours d’eau de la région de Canterbury de l’Île du Sud de la  Nouvelle-Zélande.

## Géographie
Elle prend naissance dans la chaîne de Puketeraki Range et s’écoule vers le sud-est dans la rivière Waimakariri près de l'aéroport international de Christchurch.
La confluence avec la rivière Waimakariri se fait via un canal de diversion, courant vers le sud-ouest et  remplaçant le cours original de la rivière, qui s’écoulait initialement vers l’est.
La rivière  est dénommée d’après Edward John Eyre, le Lieutenant-Gouverneur de la province de New Munster (en) de 1848 à 1853.
La rivière charrie rarement des eaux de surface du fait de l’irrégularité des pluies venant de l’est qui l’alimentent.